# بدع ازميع
بدع ازميع هي قرية تتبعُ هجرة يبرين بمحافظة الأحساء في المِنطقة الشرقيَّة في المَملكة العربيَّة السعوديَّة.

## الموقع
تقع بدع ازميع في الربع الخالي جنوب مدينة حرض مسافة 104 كيلومتر على الطريق السريع رقم 75 وشرق هجرة يبرين